# 阿拉丙酯
阿拉丙酯（英语：Alaproclate；开发代号：GEA-654）是瑞典制药公司Astra AB（现为阿斯利康）在1970年代开发的一种抗抑郁药物。它作为一种选择性血清素再摄取抑制剂（SSRI），与齐美利定和吲达品一起，是同类药物中最早的一种。由于在啮齿动物研究中观察到肝脏并发症，开发被终止开发。除了其SSRI特性外，阿拉丙酯还被发现可作为非竞争性NMDA受体拮抗剂，但不具有类似于苯环己哌啶的区分刺激特性。

## 合成

合成：专利：放射性标记：

制备方法：
4-氯苯乙酸甲酯 (1) 与甲基碘化镁之间的格氏反应可得到1-(4-氯苯基)-2-甲基-2-丙醇 (2)。(2)与2-溴丙酰溴 (3)酰化得到[1-(4-氯苯基)-2-甲基丙-2-基]2-溴丙酸酯 (3)，CID:13695101 （页面存档备份，存于）。用氨取代卤素得到丙丙酸 (4)。